# Дурген
Дурген (тув. Дүрген) — село в Тандинского кожууне Республики Тыва Российской Федерации. Административный центр Дургенского сумона. 
Население 1656 человек (2010).

## География
Село находится у р. Дурген, в Тувинской котловине.
К селу административно относятся местечки (населённые пункты без статуса поселения): м. База лесхоза, м. Байлак, м. Бригад 2, м. Бригад 4, м. Верхний-Хадын, м. Кара-Суг, м. М.Кара-Чыраа, м. Чабанская стоянка Чыгытай, м. Чагытай.
Улица Шоссейная села Дурген примыкает к ул. Советская райцентра Бай-Хаак.
Уличная сеть
- Переулки: Заречный пер., Почтовый пер., Школьный пер.
- Улицы: ул. Гагарина, ул. Горького, ул. Дружба, ул. Мира, ул. Рабочая, ул. Саратовская, ул. Степная, ул. Строителей, ул. Шоссейная

Географическое положение
Расстояние до:
районного центра Бай-Хаак: 3 км.
столицы республики Кызыл: 64 км.
Ближайшие населённые пункты
Сосновка 1 км, Бай-Хаак 3 км, Ургайлыг (Арголик) 9 км, Межегей (Алаак) 17 км, Успенка 20 км, Целинное 29 км
климат
Дарген, как и весь Тандинский кожуун, приравнен к районам Крайнего Севера.

## Население
| 2002 | 2010  |
| ---- | ----- |
| 1691 | ↘1656 |

Национальный состав
Согласно результатам переписи 2002 года, в национальной структуре населения тувинцы составляли 71 %, русские 27 %

## Известные уроженцы, жители
В местечке Чагытай в 1917 году родился Эргил-оол, Игорь Чагович, тувинский поэт, переводчик, автор учебников по тувинскому языку для начальной школы.

## Инфраструктура
отделение почтовой связи села Дурген (ул. Гагарина, 54).
На въезде в село построены новые дома для детей-сирот.
образование
МУЧ Начальная общеобразовательная школа села Дурген.
Детсад «Березка».
социальные объекты
ГБУ ДУРГЕНСКИЙ ДОМ ИНТЕРНАТ (для инвалидов и престарелых), при ней библиотека
Дом культуры села Дурген
сельское хозяйство
Выращивание зерновых и зернобобовых культур: ГП ОПХ «Сосновское» ГНУ ТУВНИИСХ, СХК ДУРГЕН-ХЕМ, СХК «УЛАТАЙ»
административная деятельность
Администрация села Дурген
Администрация Дургенского сумона

## Транспорт
Дурген находится по региональной автодороге 93Н-31.